# Mimeusemia basimacula
Mimeusemia basimacula là một loài bướm đêm trong họ Noctuidae.